# Bandera de Louisiana
La bandera de Louisiana està composta per una figura heràldica que es diu "la pietat del pelicà". Aquesta figura representa una mare pelicà que fereix el seu pit per alimentar les seves cries amb la seva sang. Aquest símbol, emblema de la caritat cristiana, també es troba en el segell de l'Estat de Louisiana. A la bandera, aquest emblema apareix sobre una cinta que mostra el lema estatal: "Unió, Justícia, i Confiança." La bandera actual es va adoptar l'any 2006, en què es va modificar el disseny original del pelicà de 1912.
Durant el segle xix era tradicional a Louisiana que a la bandera i en el segell estatal aparegués "el pelicà en la seva pietat" amb tres gotes de sang al seu pit. No obstant això, en els últims anys, les gotes de sang es col·locaven en la bandera i en el segell estatal a l'atzar. Un alumne de vuitè grau a l'escola d'ensenyament secundari Vandebilt Catòlica a Houma es va adonar d'això i va informar el legislador del seu Estat. El problema es va resoldre l'abril de 2006, quan la Legislatura de l'Estat de Louisiana va aprovar un projecte de llei (House Bill 833 / Llei 92.). Aquest exigeix que es representi el pelicà que s'utilitza en el segell i en la bandera estatal amb tres gotes de sang concretament al pit.

## Banderes anteriors
Abans de l'any 1861 l'Estat de Louisiana no tenia bandera oficial, encara que freqüentment s'utilitzava una bandera similar a l'actual.
El gener de 1861, després de separar-se dels Estats Units per unir-se als Estats Confederats d'Amèrica, Louisiana va utilitzar extraoficialment una bandera que es basava en la de França.
Al febrer de 1861, Louisiana va adoptar oficialment una bandera amb una sola estrella groga en un cantó de color vermell i amb tretze franges vermelles, blanques i blaves, la qual es va utilitzar fins al final de la Guerra Civil Nord-americana. De tota manera, la bandera amb el pelicà i la de gener de 1861 es van seguir usant de manera no oficial.

Bandera no oficial del 1861
Bandera de la República de Louisiana (de febrer de 1861 al final de la Confederació)
Bandera utilitzada del 1865 al 1912
Bandera utilitzada del 1912 al 2006
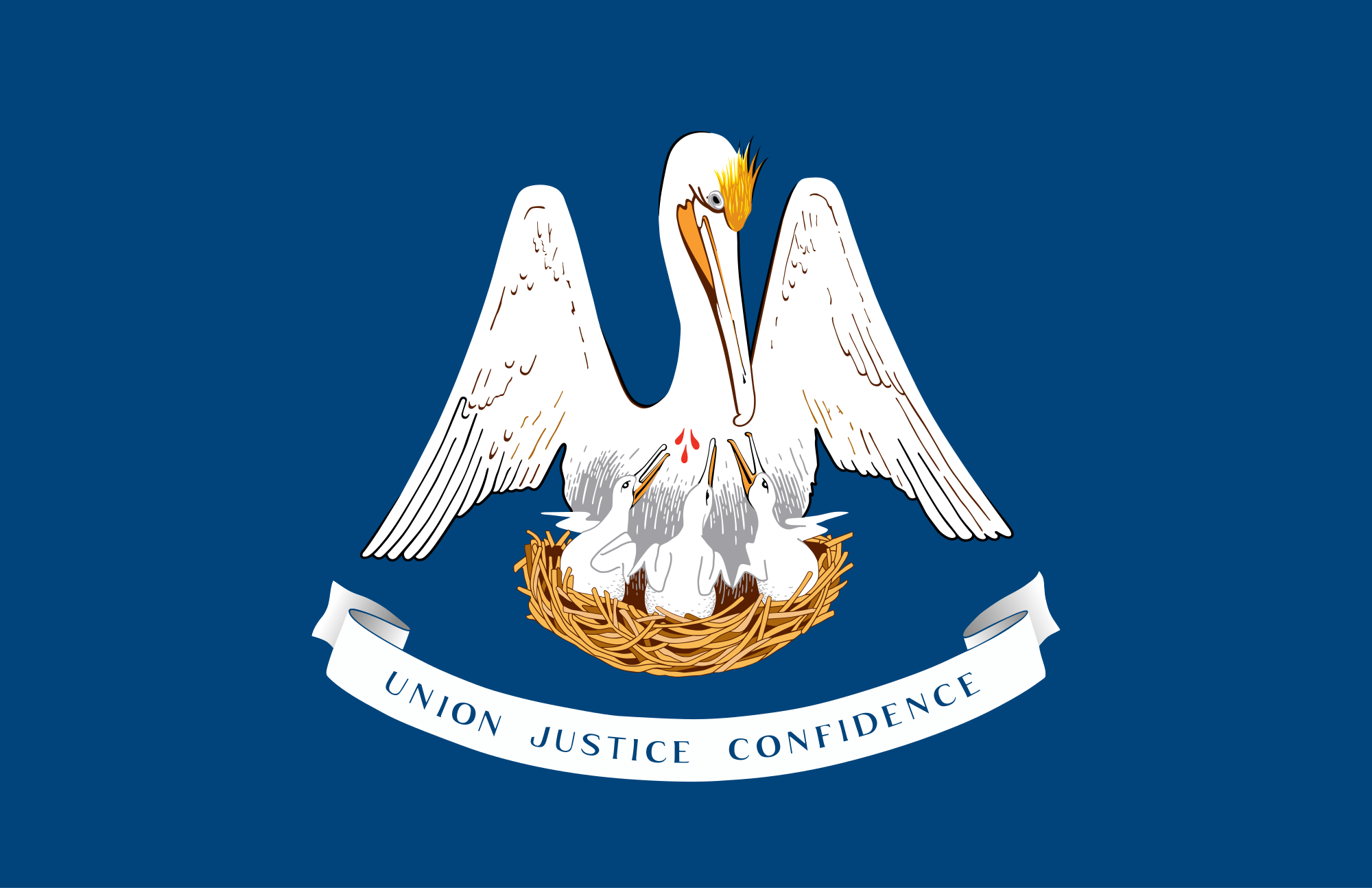
Bandera actual